# 朱良 (1960年)
朱良（1960年3月—），男，汉族，中华人民共和国政治人物。曾任营口市人民政府副市长兼营口市公安局局长等职务，后因受贿罪被判处有期徒刑。

## 生平
朱良是研究生学历。1980年12月参加工作，1985年12月加入中国共产党。历任锦州市公安局刑警大队科员；中国人民公安大学侦察专业学生；锦州市公安局古塔分局副局长、刑警大队副大队长、大队长；锦州市公安局副局长；辽宁省委党校经济管理专业学员；锦州市公安局副局长（正县级）；锦州市公安局副局长、党委副书记；锦州市公安局党委书记、副局长；锦州市公安局局长、党委书记；锦州市人民政府副秘书长、公安局局长、党委书记；营口市人民政府副秘书长、公安局局长、党委书记；营口市人民政府副秘书长、公安局局长、党委书记（副市级待遇）。2004年11月5日召开的营口市第十三届人大常委会第十二次会议，通过了任命朱良为营口市人民政府副市长的决定。
因在担任锦州市公安局副局长期间接受以董宝军为首的黑势力的贿赂，帮后者整治仇家，原营口市副市长兼营口市公安局局长朱良于2006年被辽宁省海城市人民法院一审以受贿罪判处有期徒刑六年，并处没收个人财产七万元人民币。